# Danny Hughes
Danny Hughes (ur. 28 maja 1988) – walijski piłkarz, pomocnik, występujący w klubie Llandudno F.C.